# Klaus Zippel

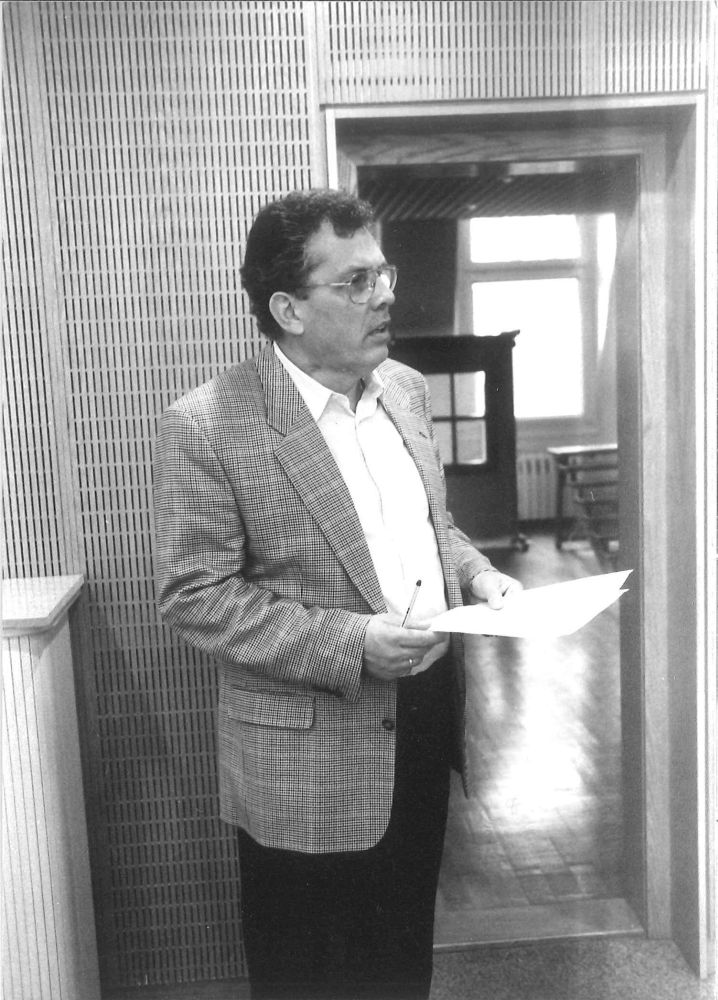
Der Regisseur Klaus Zippel im Hörspielstudio des Leipziger Funkhauses Springerstraße in einer Aufnahme des Berliner Fotografen Werner Bethsold

Klaus Zippel (* 3. März 1936 in Leipzig) ist ein deutscher Theater- und Hörspielregisseur, Hörbuchsprecher sowie ehemaliger Lektor.

## Leben
Klaus Zippel wurde 1936 in Leipzig als Sohn eines Studienrats geboren. Das Kriegsende überlebte er in Aussig (heute Ústí nad Labem, Tschechien). Dort verbrachte man die deutschen Einwohner auf unmotorisierte Kähne und ließ sie die Elbe abwärts treiben. Nach dem Germanistik-Studium (1954–1959) an der Universität Leipzig bei Theodor Frings, Hans Mayer und Hermann August Korff wirkte er zunächst als Regieassistent am Schauspielhaus Leipzig und danach als Lektor beim Paul-List-Verlag.
Von 1965 an arbeitete er als Hörspielregisseur beim Rundfunk der Deutschen Demokratischen Republik. Dabei inszenierte er Adaptionen von Pozners Die Bindung an die Ehe (mit Rolf Hoppe) oder Jean Pauls Katzenbergers Badereise sowie Kinder- (Gianni Rodari), Science-Fiction- (Stanislaw Lem, Ray Bradbury, Konrad Fialkowski) und Krimihörspiele (Wolfgang Schreyer). Außerdem wirkte er darüber hinaus als Regisseur bei Synchronisationen oder bei der Umgestaltung von Drehbuchvorlagen. In den 1980er Jahren führte er außerdem Regie bei politisch „klassenkämpferischen“ Radiofeatures im Kulturbereich, wie Die narkotische Höhle (Autor: Friedrich Dieckmann, Dramaturgie: Alfred Schrader, Berliner Rundfunk), in der Richard Wagner als Künstler skizziert wurde, der sich nach dem Erfolg der „Konterrevolution“ auf eine Position der Kunst zurückgezogen habe, bei der die Revolution ins künstlerische Material hineinverlegt worden sei.
Nach der Wende war er von 1992 bis 2001 Produktionsleiter der Abteilung Künstlerisches Wort beim Mitteldeutschen Rundfunk und inszenierte weiterhin Hörspiele, wie zum Beispiel von Patrick Hamilton Drohung im Mondlicht, und war federführend bei der Sendereihe Briefe eines Jahrhunderts. Im Anschluss führte er auch weiterhin Regie bei anderen Hörspielproduktionen des MDR, SWF und insbesondere für Der Audio Verlag, beispielsweise Honoré-Gabriel de Riquetti de Mirabeaus Hic & Hex oder Die Stufenleiter der Wolllust. Als Sprecher wirkte er insbesondere seit den 1990er Jahren bei Literaturaufnahmen für das Projekt der Blindenbücherei DAISY.
Lag früher sein Schwerpunkt bei Kriminalhörspielen englischsprachiger Schriftsteller wie Dick Francis, Dorothy Leigh Sayers oder Gilbert Keith Chesterton, so wandte er sich im Verlauf der 2000er Jahre vermehrt den literarischen Klassikern wie Jean Paul und kürzeren kulturhistorischen Audiodokumentationen zu Dresdener und Leipziger Themen zu, wie den Würdigungen von regionalen Schriftstellern, Wissenschaftlern oder Künstlern.

## Diskographie
- Manfred Künne: Kautschuk. Roman eines Werkstoffs, Gelesen von Klaus Zippel, List-Verlag, Leipzig 1959, 941 Minuten.
- Stanislaw Lem: Der Unbesiegbare. Gelesen von Klaus Zippel, Verlag Volk und Welt, Berlin 1967, 433 Minuten.
- Emilijan Stanev: Der Pfirsichdieb. Novelle. Gelesen von Klaus Zippel, Insel-Verlag, Leipzig 1967, ca. 135 Minuten.
- Manfred Künne: Gummi. Roman eines Werkstoffs. Gelesen von Klaus Zippel, List-Verlag, Leipzig 1968, 726 Minuten.
- Daniel Defoe: Die seltsamen und überraschenden Abenteuer des Robinson Crusoe – Seemann aus York. Hörspiel nach Motiven des Romans von Daniel Defoe. Hörspielbearbeitung: Matthias Geske. Regie: Klaus Zippel. Sprecher: Alfred Driesener-Tressin – Robinson, Dieter Staudinger – Daniel Defoe, Heinz Martin Behnicke – Freitag, Rundfunk der DDR 1969.[4]
- Per Hansson: Spiel für das Leben. Gelesen von Klaus Zippel, Verlag Volk und Welt, Berlin 1969, ca. 414 Minuten.
- Gianni Rodari: Das fliegende Riesending. Bearbeitung: Roland Neumann, Sprecher: Wolfgang Jakob, Astrid Bless, Fred-Arthur Geppert, Fred Kötteritzsch, Rundfunk der DDR 1972.
- Corrado Alvaro: Erinnerungen an die versunkene Welt. Band 3. Römische Salons. Gelesen von Klaus Zippel, Verlag Volk und Welt, Berlin 1972. 726 Minuten.
- Wolfgang Schreyer: Augen am Himmel: eine Piratenchronik. Gelesen von Klaus Zippel, Militärverlag der DDR, Berlin 1972, 925 Minuten.
- Stanislaw Lem: Existieren Sie, Mr. Johns. Regie: Klaus Zippel, Sprecher: Alfred Driesener-Tressin, Walter Niklaus, Hans-Joachim Hegewald, Wolfgang Sörgel, Siegfried Pappelbaum, Dieter Bellmann, Länge ca. 24 Minuten, DDR 1976.
- Herbert Otto: Die Sache mit Maria. Aufbau-Verlag, Berlin 1976, 520 Minuten.
- Francis Scott Fitzgerald: Zärtlich ist die Nacht. Gelesen von Klaus Zippel, Aufbau-Verlag, Berlin 1976, 817 Minuten.
- Grigori Baklanow: Juli 41. Gelesen von Klaus Zippel, Verlag Volk und Welt, Berlin 1978, ca. 1021 Minuten.
- Jean Paul: Katzenbergers Badereise. Funkbearbeitung.: Friedemann Schreiter. Regie: Klaus Zippel. Mitwirkende.: Rüdiger Evers, Hans-Joachim Hegewald, Wolfgang Jacob, Rundfunk der DDR, Berlin 1980.
- Günter Spranger: Der Strick, an dem du hängen wirst. Kriminalhörspiel. Anlässlich des 85. Geburtstages von Günter Spranger gesendet in der MDR Figaro-Reihe: Kriminalhörspiel, Regie: Klaus Zippel, Mitwirkende: Robert Pfeiffer, Maria Alexander, Gisela Büttner, Produktion: Rundfunk der DDR, Berlin 1980.
- Ray Bradbury: Die Mars-Chroniken. Gelesen von Klaus Zippel, Verlag Das Neue Berlin, Berlin 1981, 491 Minuten.
- Holmar Attila Mück: Gute Reise, Liebling. Regie: Klaus Zippel. Darsteller: Günter Grabbert, Werner Hahn, Alfred Struwe, Produktion: Rundfunk der DDR, Berlin 1981.
- Konrad Fiałkowski: Homo divisus. Gelesen von Klaus Zippel, Verlag Neues Leben, Berlin 1983, 300 Minuten.
- Shusaku Endo: Der Samurai. Gelesen von Klaus Zippel, Verlag Volk und Welt, Berlin 1988, ca. 797 Minuten.
- Patrick Hamilton: Drohung bei Mondlicht. Übersetzung aus dem Englischen Willy H. Thiem, Hörspielbearbeitung: Edine Priegnitz, Regie Klaus Zippel, Sprecher: Jürgen Hentsch, Eberhard Esche, Otto Sander, Gudrun Ritter, Dietmar Hagen, Länge ca. 57 Minuten, MDR 1992, ISBN 3-937488-03-0.
- Jurij Brězan: Bild des Vaters. Gelesen von Klaus Zippel, Domowina-Verlag, Bautzen 1994, 426 Minuten.
- George Bernard Shaw: Pygmalion. Sprecher: Susanne Bard, Peter Fricke, Otto Sander u. a., Regie: Klaus Zippel, Produktion: MDR 1993, Der Hörverlag, München 2002. 2 CDs, 120 Minuten, ISBN 3-89584-923-5.
- Ernest Hemingway: Schnee auf dem Kilimandscharo. Lesung, Regie: Klaus Zippel, Sprecher: Otto Sander. MDR 1992, Freiburg i. Br. Audiobuch 2004, ISBN 3-89964-069-1.
- Winfried Völlger: Creutzer. Regie: Klaus Zippel, Sprecher: Jürgen Hentsch, Marylu Poolman, Frank Höhnerbach, Franziska Hering, Andreas Rehschuh u. a., Länge: rund 53 Minuten, MDR 1993.
- Jochen Hauser, Anton Tschechow: In Zeitung gewickelt. Regie: Klaus Zippel, Sprecher: Rolf Hoppe, Simone Rühaak, Marylu Poolman, Franziska Troegner, Länge: 54 Minuten, MDR 1995.
- Erik F. Hansen: Choral am Ende der Reise. Gelesen von Klaus Zippel, Kiepenheuer u. Witsch, Köln 1995, ca. 1100 Minuten.
- Honoré-Gabriel de Riquetti de Mirabeau: Hic & Hex oder Die Stufenleiter der Wolllust. Erotische Lesung. Regie: Klaus Zippel, Sprecher: Mathieu Carrière; Mitteldeutscher Rundfunk, Leipzig, Der Audio-Verlag, Berlin 1999 (2. Aufl. 2006), ISBN 3-89813-016-9.
- Wallfahrt zum Dichterfürsten: Auszüge aus "Weimar literarische Begegnungen"; Auszüge aus den Hörtexten der Ausstellung "Zeitreisen zu Fuß in Weimar". Verfasser: Jürgen Dluzniewski; Klaus Zippel; Wolf Brannasky; Fernando Blumenthal; Walter Baumgartner, Regie: J. Dluzniewski, K. Zippel, Produktion MDR 1998, HörbucH Hamburg, Hamburg 1999, 1 CD, ca. 70 Minuten, ISBN 3-89903-955-6.
- Meine liebe …! Sehr verehrter …! Briefe eines Jahrhunderts. Eine Senderreihe von MDR Kultur; Brieflesung. Verfasser: Barbara Gugisch, Peter Gugisch, Kommentarsprecher: Erwin Schastok, Regie: Klaus Zippel, HörZeichen, Gerichshain 2000. 3 CDs, ISBN 3-934492-03-7.
- Karl May: Mein Hengst Rih. Sprecher: Stefan Wigger. Dramaturgische Textfassung: Carl-Heinz Dömken. Regie: Klaus Zippel, Karl-May-Verlag, Bamberg 2001, 1 CD, ca. 75 Minuten, ISBN 3-7802-0183-6.
- Dick Francis: Verrechnet. Übersetzung aus dem Englischen: Malte Krutzsch, Hörspielbearbeitung: Alexander Schnitzler, Regie: Klaus Zippel, Sprecher: Götz Schulte, Rolf Hoppe, Uta Hallant, Susanne Bard, u. a. MDR/SWR, 1 CD, Länge: ca. 51 Minuten, Der Audio Verlag 2002.
- Dick Francis: Zügellos. Hörspielbearbeitung nach dem Roman Zügellos: Alexander Schnitzler. Regie: Klaus Zippel, Produktion: MDR und SWR, 2002, Musik: Pierre Oser, 1 CD, Länge: ca. 71 Minuten, Der Audio Verlag, Berlin 2003, ISBN 3-89813-266-8.
- Dorothy Leigh Sayers: Das Bild im Spiegel. Hörspielbearbeitung: Ulrich Griebel, Regie: Klaus Zippel, Sprecher: Dagmar von Thomas, Peter Fricke, Klaus Herm u. a., 1 CD, Länge: ca. 51 Minuten, Produktion MDR/SWR/SFB/ORB 2002.
- Dorothy Leigh Sayers: Der Mann ohne Gesicht. Hörfunkeinrichtung: Ulrich Griebel, Regie: Klaus Zippel, Sprecher: Dagmar von Thomas, Peter Fricke, Siegried Voß, Klaus Manchen, Thomas Just, Ellen Hellwig, Günter Schoßböck, Daniela Voß, Peter Groeger, Hilmar Eichhorn, Matthias Hummitzsch, Susanne Böwe, Länge: 49 Minuten, MDR/SWR/SFB/ORB 2002.
- Fundus: die Hörerfavoriten; Texte, Essays, Fundstücke; eine Sendereihe von MDR Kultur. Sprecher: Dieter Mann, Otto Mellies, Jutta Wachowiak. Regie: Klaus Zippel, MDR Leipzig, HörZeichen, Gerichshain 2002, 2 CDs, 142 Minuten, ISBN 3-934492-17-7.
- Dorothy Leigh Sayers: Der Zank um den Knochen. Erzählerin: Dagmar von Thomas; Lord Peter Wimsey: Peter Fricke; Mr. Frobisher-Pym: Horst Hiemer, Regie: Klaus Zippel, MDR Kultur, Audiobuch, Freiburg im Breisgau 2003, ISBN 3-89964-034-9.
- Dorothy Leigh Sayers: Die geheimnisvolle Entführung. Erzählerin: Dagmar von Thomas; Lord Peter Wimsey: Peter Fricke; Prof. Langley: Felix von Manteuffel, Regie: Klaus Zippel, MDR Kultur, Audiobuch, Freiburg im Breisgau 2003, ISBN 3-89964-031-4.
- Dorothy Leigh Sayers: Das Spukhaus in Merryman's End. Erzählerin: Dagmar von Thomas; Lord Peter Wimsey: Peter Fricke; Harriet, seine Frau: Conny Wolter, Regie: Klaus Zippel, MDR Kultur, Audiobuch, Freiburg im Breisgau 2003, ISBN 3-89964-037-3.
- Dorothy Leigh Sayers: In Ali Babas Höhle. Erzählerin: Dagmar von Thomas; Lord Peter Wimsey: Peter Fricke, Mr. Jukes: Hilmar Eichhorn u. a., Regie: Klaus Zippel, MDR Kultur, Audiobuch, Freiburg im Breisgau 2003, ISBN 3-89964-033-0.
- Dorothy Leigh Sayers: Der Pfirsichdieb. Erzählerin: Dagmar von Thomas; Lord Peter Wimsey: Peter Fricke; Harriet Wimsey: Conny Wolter u. a., Regie: Klaus Zippel, MDR Kultur, Audiobuch, Freiburg im Breisgau 2003, ISBN 3-89964-038-1.
- Dorothy Leigh Sayers: Die Weinprobe. Erzählerin: Dagmar von Thomas; Lord Peter Wimsey: Peter Fricke; Peter I: Horst Lebinsky, Regie: Klaus Zippel, MDR Kultur, Audiobuch, Freiburg im Breisgau 2003, ISBN 3-89964-035-7.
- Alexander Solschenizyn: Der Archipel GULAG – 1. Gelesen von Klaus Zippel, Rowohlt, Reinbek bei Hamburg 2003, ca. 1958 Minuten.
- Fundus II: Heiteres und Besinnliches; Texte, Essays, Fundstücke. Sprecher: Jutta Hoffmann, Dieter Mann, Werner Wölbern u. a. Regie: Klaus Zippel, HörZeichen, Gerichshain 2004, 2 CDs, 144 Minuten, ISBN 3-934492-29-0.
- Holmar Attila Mück: Herr Shakespeare aus Stötteritz: das Leben des Dichters, Schulmeisters und Steuereintreibers Christian Felix Weiße. Regie: Klaus Zippel. Sprecher: Elke Domhardt; Thomas Just, ca. 25 Minuten, MDR 2004.
- Gilbert Keith Chesterton: Vaudreys Verschwinden. Übersetzung aus dem Englischen: Alfred P. Zeller, Regie: Klaus Zippel, Sprecher: Jürgen Holtz, Horst Bollmann, Marco Albrecht, Matthias Hummitzsch, Conny Wolter u. a., Länge: ca. 54 Minuten, MDR/RBB 2005.
- Gilbert Keith Chesterton: Das schlimmste Verbrechen der Welt. Übersetzung aus dem Englischen: Alfred P. Zeller, Regie: Klaus Zippel, Sprecher: Jürgen Holtz, Horst Bollmann, Jens Winterstein, Christoph Eichhorn, Karoline Teska, Länge: ca. 51 Minuten, MDR/RBB 2005.
- Gilbert Keith Chesterton: Die Spitze einer Nadel. Übersetzung aus dem Englischen: Kamilla Demmer, Regie: Klaus Zippel, Sprecher: Jürgen Holtz, Horst Bollmann, Hilmar Eichhorn, Udo Schenk, Dieter Laser, Viola Sauer, Jens Wawrczeck, Peter Groeger, Länge: ca. 54 Minuten, MDR/RBB 2005.
- Gilbert Keith Chesterton: Die Ehre des Israel Gow. Übersetzung aus dem Englischen: Heinrich Fischer, Bearbeitung: Ulrich Griebel, Regie: Klaus Zippel, Sprecher: Jürgen Holtz, Horst Bollmann, Herbert Fritsch, Götz Schulte, Länge: ca. 48 Minuten, MDR/RBB 2005.
- Harry Thürk: Die Stunde der toten Augen. Gelesen von Klaus Zippel, Mitteldeutscher Verlag, Halle 2006, ca. 1002 Minuten.
- Gilbert Keith Chesterton: Caesars Kopf. Szenische Lesung, Regie: Klaus Zippel, Sprecher: Jürgen Holtz, Horst Bollmann, u. a., MDR, Audiobuch, Freiburg im Breisgau 2007, ISBN 978-3-89964-241-4.
- Jean Paul: Freiheits-Büchlein. Lesung mit Peter Matić. Regie: Klaus Zippel. Produktion: Mitteldeutscher Rundfunk, 2007, 1 CD, 75 Minuten, Der Audio Verlag 2007.
- Lehrheft zum Erlernen der Vollschrift für Blinde CD zum Erlernen der Vollschrift für Blinde (Audio-Version). Herausgegeben von Hans Klemm und der Deutschen Zentralbücherei für Blinde zu Leipzig, Sprecher: Klaus Zippel, DZB, Leipzig 2007.
- Absturz aus mittlerer Höhe: der Dichter Manfred Streubel. Porträt von Steffen Lüddemann. Sprecher: Elke Domhardt und Klaus Zippel. Originalton: Heinz Kahlau, Wulf Kirsten, Norbert Weiß. Regie: Klaus Zippel, MDR, 2007.
- Paul Gerhardt, Grimma, Klosterstraße 1. Gesendet zum 400. Geburtstag von Paul Gerhardt. Feature von Otto Werner Förster. Sprecher: Conny Wolter, Hilmar Eichhorn, Klaus Zippel. Regie: Klaus Zippel, ca. 25 min, MDR 2007.
- Geliebtes Dresden: die Tagebücher der Anna Dostojewskaja. Feature von Peter Strauß. Sprecher: Stefanie Schönfeld; Dieter Mann; Thomas Huber. Regie: Klaus Zippel, ca. 29 Minuten, MDR 2007.
- Das Unmögliche wagen: Paul Raabe. Enthält Interviewausschnitte mit Paul Raabe. Gesendet zum 80. Geburtstag von Paul Raabe. Porträt von Nils Kahlefendt. Sprecher: Regina Lemnitz; Thomas Thieme; Nils Kahlefendt. Regie: Klaus Zippel, 1 CD, ca. 60 Minuten, MDR 2007.
- Der Dresdnerischste aller Dresdner: der Kunsthistoriker Fritz Löffler. Sendung von Sigrid Walther. Sprecher: Simone Kabst; Thomas Stecher; Klaus Zippel. Regie: Klaus Zippel. ca. 25 Minuten, MDR 2008.
- Nicht an einer geradlinigen Vernunft entlang: Ludwig Renns Dresden. Porträt von Norbert Marohn. Mit Originalaufnahme der Stimme Ludwig Renns (autographische Erinnerungen), Sprecher: Simone Kabst und Torben Kessler. Regie: Klaus Zippel. 1 CD, 25 Minuten, MDR 2009.
- Abwesend: der Leipziger Schriftsteller Horst Drescher. Porträt von Steffen Lüddemann. Sprecher: Thomas Stecher. Regie: Klaus Zippel. 1 CD, 26 Minuten, MDR 2009.
- Antonio Skármeta: Mit brennender Geduld. Ungekürzte Lesung. Aus dem chilenischen Spanisch von Willi Zurbrüggen. Sprecher: Hans Korte, Regie: Klaus Zippel, Mitteldeutscher Rundfunk, Leipzig, 3 CDs, Osterwold Audio bei Hörbuch Hamburg, Hamburg 2009, ISBN 978-3-86952-014-8.
- Steven Galloway: Der Cellist von Sarajevo. Gelesen von Klaus Zippel, Luchterhand, München, ca. 440 Minuten, 2008.
- Luther – Calvin – Melanchthon ihre Schlüsseltexte im Portrait. Verfasser: Christian Danz, Sven Grosse, Georg Plasger, Sprecher: Klaus Zippel. Regie: Thorsten Reich, Auditorium Maximum, Darmstadt 2010, ISBN 978-3-534-60126-4.
- Swallow, mein wackerer Mustang – Karl-May-Roman von Erich Loest, ungekürzte Lesung mit Jürgen Hentsch Regie: Klaus Zippel, 829 Min. 2 mp3-CDs, MDR 1993 / Der Audio Verlag 2022, ISBN 978-3-7424-2595-9.